# José Antonio Garmendia Artola
José Antonio Garmendia Artola el Tupa (Abaltzisketa, Guipúscoa, 10 de setembre de 1951) és un lluitador antifranquista basc. Militant d'ETA-V Assemblea, el 1973 passà a la clandestinitat. El 28 d'agost de 1974 va anar en cotxe de Sant Sebastià a Bilbao amb el també membre d'ETA José Maria Arruabarrena Esnaola el tanque. Interceptats per un control policial, després d'un intercanvi de trets on no hi va haver cap víctima, van abandonar el cotxe i les armes i tractaren de tornar a la ciutat a través del camp. Arribat a Sant Sebastià, on hi havia un fort desplegament policial, van enfrontar-se a trets entre la facultat de Dret i l'avinguda Zumalacárregui. Com a resultat Arruabarrena fou greument ferit i Garmendia va rebre un tret al cap. Una operació li salvà la vida, però quedà greument discapacitat. Tot i això, el jutge militar el va obligar a signar un document en què es reconeixia ser l'autor del cap del servei d'informació de la guàrdia civil d'Azpeitia, Gregorio Posadas Zurrón, tot inculpant també Angel Otaegi Etxeberria.
Ambdós foren jutjats al castell de Val (Burgos) el 28 d'agost de 1975 en consell de guerra i condemnats a mort. Però mentre que Otaegi fou executat el 27 de setembre de 1975, a Garmendia li fou commutada la pena a causa del seu penós estat de salut. El 1977 fou exiliat a Oslo amb Javier Izko de la Iglesia, Iñaki Múgica Arregi Ezkerra, Iñaki Sarasketa i Iñaki Pérez Beotegi Wilson entre altres fins que tots ells es beneficiaren de l'amnistia de 1977 i pogueren tornar.